# Sebastes macdonaldi
Sebastes macdonaldi is een straalvinnige vissensoort uit de familie van schorpioenvissen (Sebastidae). De wetenschappelijke naam van de soort is voor het eerst geldig gepubliceerd in 1893 door Eigenmann & Beeson.